# Північно-Західний Серам
Північно-Західний Сера́м (індонез. Seram Utara Barat) — один з 14 районів округу Центральне Малуку провінції Малуку у складі Індонезії. Розташований у центральній частині острова Серам. Адміністративний центр — село Салеман.

## Адміністративний поділ
До складу району входять 12 сіл:
| Населений пункт      | Населення, осіб (2010) |
| -------------------- | ---------------------- |
| Ваїлулу, село        | 467                    |
| Варасіва, село       | 490                    |
| Гале-Гале, село      | 1350                   |
| Карлутукара, село    | 377                    |
| Лабуан, село         | 897                    |
| Латеа, село          | 1061                   |
| Лісабата-Тімур, село | 577                    |
| Паа, село            | 282                    |
| Пасанеа, село        | 920                    |
| Румахвей, село       | 254                    |
| Салеман, село        | 1409                   |
| Хорале, село         | 1176                   |